# Monti Shekerley
I monti Shekerley sono una catena di colline nel sud-ovest di Antigua, che comprende tutti i punti più alti dell'isola, tra cui il Boggy Peak, il punto culminante (402 m), di tutto lo stato di Antigua e Barbuda.
La catena si estende per circa 15 km lungo la costa sud-occidentale dell'isola, dalle vicinanze del Johnsons Point ad ovest fino a Falmouth ad est. I picchi più importanti nella catena sono, oltre al Boggy Peak, la Signal Hill (seconda cima più alta, 376 m.), Sage Hill e Monks Hill.